# Salado de Espera
El río Salado de Espera es un río de la provincia de Cádiz, en Andalucía, de unos 25 km de longitud. Los meses de estiaje puede llegar a secarse completamente. 

## Nacimiento
Nace al noroeste del municipio de Espera, a una altitud de unos 150 m s. n. m. Afluente del Guadalete, cerca de una población llamada La Pedrosa, no lejos de Arcos de la Frontera, a una altitud inferior a 40 m s. n. m.

## Afluentes
Sus afluentes son el arroyo Alamillos, el arroyo de las Peñas, el arroyo Puertollanillo, y el arroyo Saucedilla.

## Suelos
Discurre por una zona de material miocénico y triásico.